# Texanol
Texanol, de triviale naam voor 2,2,4-trimethyl-1,3-pentaandiolmonoisobutyraat, is een vloeibare organische verbinding met als brutoformule C12H24O3. Het is een ester-alcohol dat gebruikt wordt in latexverf. Het bevordert de coalescentie van de verflaag.
De stof is irriterend voor de ogen en de huid.